# Atães (Vila Verde)
Atães era una freguesia portuguesa del concelho de Vila Verde, en el distrito de Braga, con 2,98 km² de superficie y 659 habitantes (2011), diseminados en catorce núcleos de población. Su densidad de población era de 206,7 hab/km².

## Localización
Situada a 6 km de Vila Verde y a 17 de Braga, Atães perteneció al antiguo concelho de Pico de Regalados hasta que este fue suprimido por Decreto de 24 de octubre de 1855, pasando a partir de esa fecha al de Vila Verde, creado entonces.

## Historia
Fue suprimida el 28 de enero de 2013 en aplicación de una resolución de la Asamblea de la República portuguesa promulgada el 16 de enero de 2013 al unirse con las freguesias de Codeceda, Covas, Penascais y Valões, para formar la nueva freguesia de Vade.

## Galería

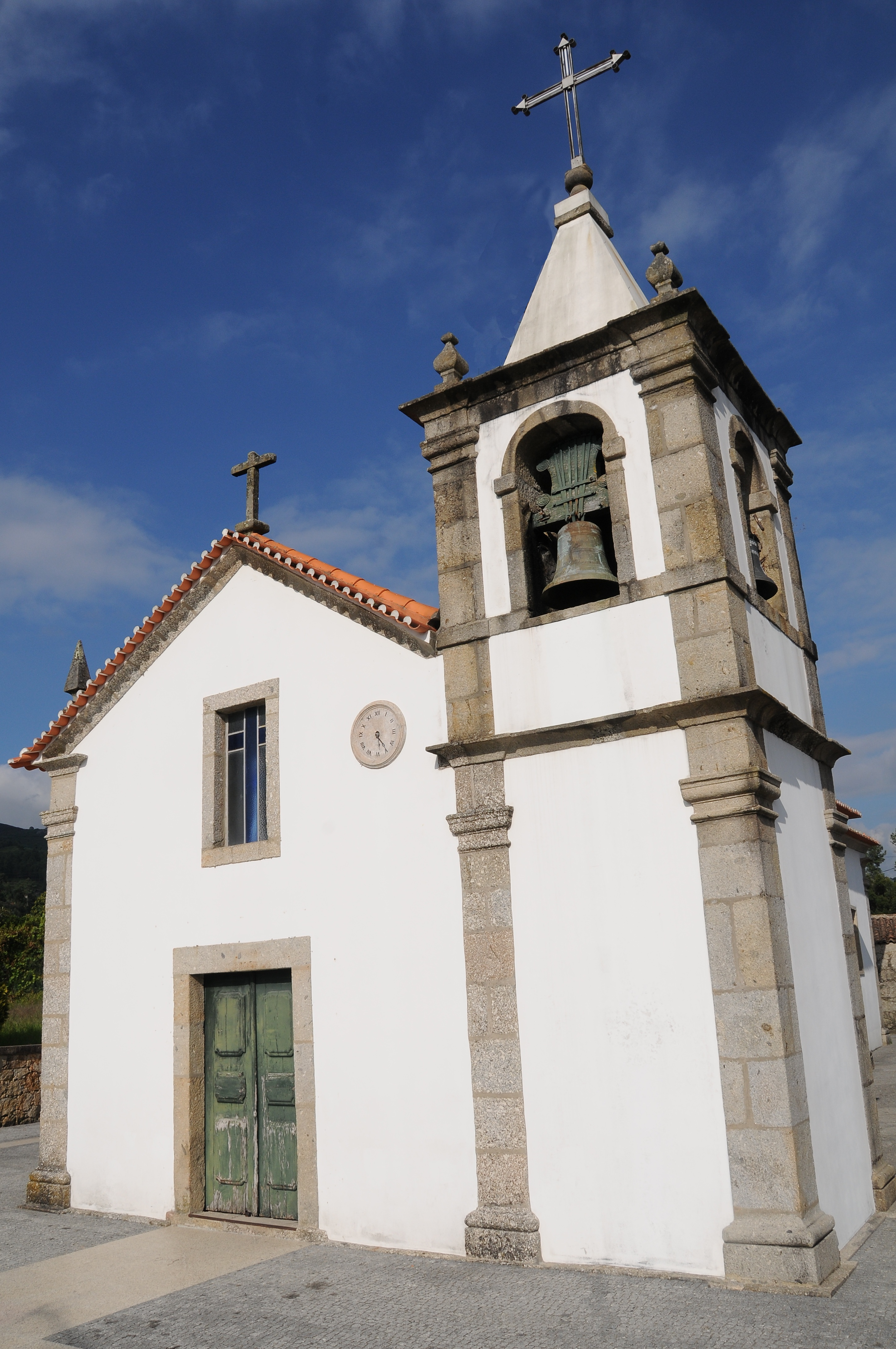
Iglesia Paroquial de Atães